# Terra (rivista)
Terra era un mensile ecologista a tiratura nazionale.

## Storia
Originariamente era un quotidiano e si chiamava Notizie verdi, organo ufficiale della Federazione dei Verdi fondato nel 2005, ed era distribuito agli abbonati solo per spedizione postale. Dal 21 marzo 2009 il quotidiano ha cambiato testata assumendo il nuovo nome Terra. Successivamente, dal 15 aprile 2009, Terra è stato distribuito nelle edicole dei principali capoluoghi nazionali, con l'esclusione di Sardegna e Sicilia. Il cambio del nome e la distribuzione in edicola, con conseguente aumento della foliazione da 4 a 16 pagine, è stato voluto dal nuovo editore Luca Bonaccorsi che ne ha rilevato la proprietà nel 2008.

## Il quotidiano
Dall'aprile del 2009 al dicembre 2011 Terra è stato un quotidiano a tiratura nazionale, sedici pagine, colore dominante il verde, 15 000 copie in tiratura, al costo di un euro. Veniva distribuito nelle edicole di circa 80 città della penisola con uscite quotidiane, tranne il lunedì. La domenica il quotidiano includeva, fino al settembre del 2011, l'inserto T di approfondimento culturale, affidato ad Aldo Garzia. Il giornale ha ospitato regolarmente firme di rilievo del mondo dell'informazione e dell'ambientalismo, come Derrick de Kerchkove, Massimo Serafini, Paolo Cento, Vincenzo Ferrara, Mario Tozzi, Amato Lamberti, Marco Meccia, Giorgio Frasca Polara, Francesco Servino e altri. A Marzo del 2012, dopo due mesi di sospensione delle pubblicazioni, Terra è tornato in edicola con cadenza mensile.
La pubblicazione è stata editata dalla società editrice Undicidue S.r.l., che beneficia del finanziamento pubblico all'editoria di partito. Il direttore è stato sino alla fine delle pubblicazioni Luca Bonaccorsi (già presidente di Undicidue e membro del CdA,  subentrato a Pino Di Maula nel 2010) affiancato dai vicedirettori Vincenzo Mule' e Valerio Ceva Grimaldi e, dal settembre 2012, dal condirettore Emanuele Giordana che proveniva dalla direzione di Ecoradio.

## Il mensile
A marzo 2012 esce il primo numero di Terra, mensile ecologista (68 pagine a colori, carta ecologica, 4 euro) con numerosi interventi di pregio: da Gunter Pauli, il guru della Blue Economy, a Renzo Piano, da Mario Tozzi e Daniel Cohn Bendit. Dal numero di aprile Luca Bonaccorsi ne affida la direzione a Emanuele Giordana, già condirettore del quotidiano. La realizzazione grafica è di Andrea Canfora. Dal numero di aprile la foliazione passa a 84 pagine. Il mensile ha terminato le pubblicazioni col numero di dicembre e non è più uscito in edicola. Nel febbraio del 2013 la proprietà, nella quale sono entrati a fine 2012 i nuovi soci Worksys e Olisistem, ha nominato un nuovo direttore responsabile Sergio Bellucci. La vicenda ha scatenato una polemica col vecchio direttore che non era stato licenziato né avvertito del fatto. I giornalisti hanno fatto  istanza di fallimento e la società è fallita nel 2015 senza però pagare tutti i debiti arretrati col corpo redazionale e altri debitori.

## Comitato Scientifico
Al comitato scientifico di Terra aderiscono:
- Massimo Serafini
- Franco Corleone
- Mario Tozzi
- Marcello Cini
- Anna Donati
- Vincenzo Ferrara
- Stefano Masini
- Paolo Galletti
- Marco Gisotti
- Alex Sorokin
- Gianni Mattioli
- Francesca Sartogo
- Vanni Bianchi
- Giorgio Parisi
- Valerio Calzolaio
- Giulio Marcon
- Umberto Guidoni